# Danza del torito pinto
La danza de los Toritos es un baile característico del género folclórico en las regiones de territorio mesoamericano, esto especialmente en Guatemala, Honduras, El Salvador, Panamá, y Nicaragua y algunos sectores del sureste de México, influenciados principalmente por rituales y tradiciones de la cultura nahua y lenca, junto a otras de origen español desde tiempos de la colonización de América

## Origen
Su origen y su práctica es muy antigua, se considera que proviene esencialmente de algunas regiones del este de Centroamérica, y muestra claramente la evolución efectuada en dos culturas (indígena y española) al fusionarse en un proceso de mestizaje. Se distingue la supervivencia de la melodía indígena en algunos especímenes, pero vertida al ritmo cortesiano.
En el siglo XIX, el escritor americano y sacerdote francés Brasseur de Bourbourg, al publicar las danzas recogidas en Nicaragua, les dio el título de: Aires indígenas con acompañamiento español, siendo esta una de las primeras referencias acerca del fenómeno cultural.
Una de las danzas del Torito Pinto más conocidas a nivel internacional se lleva a cabo en territorio salvadoreño, específicamente en el poblado San Antonio Abad, del departamento de San Salvador, que celebran la fiesta del Patrono del pueblo en la octava del día de San Antonio Abad, pues la propia fecha se celebra en el pueblo de Cuscatancingo.

## Estructura del baile
Integran el grupo de baile del torito un bailador ágil, que se mete asegurado a la cintura un armazón que simula la forma de un torito, forrado de tela pintada, con la cabeza de cartoncillo encolado y pintado de cualquier color, generalmente rojo. El torito baila de forma muy original, lleva un ritmo cadencioso y elegante en compás de 3/4 y hace alarde de piruetas y agilidad imitando la nerviosidad de movimientos del gallardo cuadrúpedo, cuando es lidiado en una corrida.
El pinto y el tambor acompañan el baile con un son, en ritmo de seis octavos muy picado y movido; la melodía es de lo más sugestiva y animadora, despertando en el oyente un entusiasmo y alegría inmediatos al escuchar música con influencia española. Es una danza cerrada en forma circular; ni un solo momento a pesar de las toreadas del grupo o las embestidas del torito, pierden el paso ni el estilo cadencioso y cerrado de la danza.

## Pirotecnia y tradición
El Torito Pinto se caracteriza por ser un atractivo «juego» durante las fiestas patronales o fiestas municipales a lo largo y ancho de muchas regiones de Mesoamérica, esto especialmente más arraigado en los ubicados en El Salvador y Nicaragua. Se utiliza una armazón cargable de madera de bambú y/o madera tradicional adornada con coloridos papeles cubriendo partes de la estructura y en la parte frontal superior una figura de cartón que simula la cabeza del toro. La estructura además se rellena de diversos juegos pirotécnicos y pólvora.
Tradicionalmente; después de la procesión del santo, de la Misa Patronal, del convivio municipal o comunal, presentación artística o algún otro evento que sea motivo de fiesta, los asistentes al evento van por la noche a un espacio abierto donde la banda del pueblo, la mesa del atol shuco (bebida más popular en territorio salvadoreño), y los Toritos Pintos están preparados (comúnmente afuera de la iglesia principal o la plaza central), se apagan las luces y la banda toca la pieza tradicional según la región en donde se encuentren, entre ellas se pueden mencionar El Son del Torito o Ahí viene el Torito Pinto (ambas versiones provenientes de las fiestas de los pueblos Nonualcos, principalmente en San Pedro Nonualco y de San Antonio Abad, ambos en El Salvador), se enciende la pólvora que está en el torito que cargan algunos de los jóvenes más valientes de la comuna y el Torito empieza a hacer correr a los asistentes para intentar hacerles quemarles encima un poco de la pólvora y pirotécnicos que lleva.
La actividad termina hasta que se queman todos los toritos que la comunidad, alcaldía o iglesia dona. Comúnmente se «queman» de 2 a 5 toritos consecutivamente en la misma noche.
- Datos: Q5799226